# Мілен Онг
Мілен Онг (23 липня 1991) — сінгапурська плавчиня.
Учасниця Олімпійських Ігор 2012 року.
Переможниця Ігор Південно-Східної Азії 2009, 2011 років, призерка 2007 року.